# Allendorf (Lumda)
Allendorf (Lumda) è una città tedesca di 4 065 abitanti,, situato nel land dell'Assia.